# 庫米拉縣
庫米拉縣是孟加拉國吉大港區的一個縣，位於該國東部，東界印度，西界梅克納河。面積3,085.17平方公里。2001年人口4,595,557人。
下分十二個鄉。